# 21 غرام
21 غرام (بالإنجليزية: 21 Grams)‏ هو فيلم دراما أمريكي صدر عام 2003، من كتابة غويليرمو أرياغا، وإخراج أليخاندرو غونزاليز إيناريتو، ومن بطولة شون بن، ونعومي واتس، وداني هيوستن، وبينيشيو ديل تورو. الفيلم هو الجزء الثاني من «ثلاثية الموت» لأرياغا وإيناريتو، يسبقه الحب غدار (2000) ويتبعه بابل (2006)، 21 غرام، ينسج عدة خطوط حبكة بسرد غير خطي.
ويحكي الفيلم ثلاثة مسارات قصصية، حول تبعات حادث سيارة مأساوي. يلعب بين دور رياضياتي أكاديمي مريض في حالة حرجة، تلعب واتس دور أم مثكولة ويلعب ديل تورو دور مدان سابق ومولود جديد. ويتم سرد ماضي، حاضر ومستقبل كل شخصية رئيسية بطريقه غير مرتبة زمنيا.

## العنوان
يشير عنوان الفيلم إلى اعتقاد أشاعه الدّكتور دانكن ماكدوغال بأنّ لروح الإنسان كيان ووجود يمكن إثباته علميّا، ذلك أنّه سجّل نقصا طفيفا في وزن البدن فور الموت وخروج الرّوح. كما عكف (ماكدوغال) في أبحاثه على الانقياد بالمنهج العلميّ، وكان النّقص في الوزن المُسجَّل لأوّل مريض توفّي له هو 21 غراما. غير أنّ المجتمع العلميّ لم يعترف كلّيّا بآخر تقريراته وقتذاك.
في تجربة ماكدوغال، تم إهمال عينتين من اصل ستة، أظهرت عينة واحدة انخفاض فوري في الكتلة (و لاشيء اخر)، عينتين أظهرتا انخفاض فوري في الكتلة ولكنه ازداد مع الوقت، وعينة أظهرت انخفاض فوري في الكتلة لم يكن 21 غرام ثم زيادة في وقت لاحق. صغر العينة (6 أشخاص) سبب آخر لاعتبار ان التجربة ضعيفة، وإستنتاج ماكدوكال (أن للروح كتلة وهي 21 غرام) مبني على عينة واحدة فقط (العينة الأولى) مما يجعلها نتيجة بسبب الصدفة فقط ولا يمكن الاعتماد عليها. أيضا احتمالية الخطأ التجريبي كانت عالية جدا، خصوصًا وأن ماكدوكال وزملائه غالبًا ما لاقوا صعوبة في تحديد اللحظة الدقيقة للموت، لاسيما وأن تحديد الموت حتى وقتنا هذا هو أمر صعب رغم كل التطورات التكنولوجية، وصعب التحديد أيضًَا هل هو موت القلب، أم الدماغ، أم الخلية؟ هذا عامل اخر لم يذكر ولم يتم النظر فيه. أعترف دكتور ماكدوكال في مقاله العلمي بأنه يجب إعادة تجاربه مرات عديدة والحصول على نتائج مشابهة قبل التوصل لأي إستنتاج. مع ذلك، أعتقد ماكدوكال بأنه على وشك اكتشاف شيء كبير – بعد أربع سنوات (1911) أبلغت جريدة نيويورك تايمز في مقالة على الصفحة الأولى بأنه أنتقل إلى تجارب يأمل بأن تسمح له بألتقاط صور للروح.

## طاقم التمثيل
- شون بن
- نعومي واتس
- داني هيوستن
- بينيشيو ديل تورو
- شارلوت غينسبيرغ
- جون روبنشتاين
- إيدي مارسان
- ماليشا ليو
- مارك موسو
- كلي دوفال
- كارلي نوهان

## الجوائز
| الجائزة                                       | الفئة                      | فوز/ترشيح                         | فوز |
| --------------------------------------------- | -------------------------- | --------------------------------- | --- |
| جائزة الأوسكار                                | أفضل ممثلة                 | نعومي واتس                        | لا  |
| جائزة الأوسكار                                | فضل ممثل مساند             | بينيشيو ديل تورو                  | لا  |
| الأكاديمية البريطانية لفنون الفيلم والتلفزيون | فضل ممثل                   | بينيشيو ديل تورو                  | لا  |
| الأكاديمية البريطانية لفنون الفيلم والتلفزيون | فضل ممثل                   | شون بن                            | لا  |
| الأكاديمية البريطانية لفنون الفيلم والتلفزيون | أفضل ممثلة                 | نعومي واتس                        | لا  |
| الأكاديمية البريطانية لفنون الفيلم والتلفزيون | أفضل تحرير                 | ستيفن مريوني                      | لا  |
| الأكاديمية البريطانية لفنون الفيلم والتلفزيون | أفضل صورة شاشة - أصل       | غيليرمو أريغا                     | لا  |
| Broadcast Film Critics ‏                       | أفضل ممثلة                 | نعومي واتس                        | لا  |
| Broadcast Film Critics ‏                       | فضل ممثل                   | بينيشيو ديل تورو                  | لا  |
| Florida Film Critics ‏                         | فضل ممثل                   | شون بن                            | نعم |
| Florida Film Critics ‏                         | أفضل ممثلة                 | نعومي واتس                        | نعم |
| Las Vegas Film Critics                        | فضل ممثل                   | شون بن (وأيضا لفيلم النهر الغامض) | نعم |
| Los Angeles Film Critics ‏                     | أفضل ممثلة                 | نعومي واتس                        | نعم |
| National Board of Review                      | فضل ممثل                   | شون بن (وأيضا لفيلم النهر الغامض) | نعم |
| Online Film Critics ‏                          | أفضل ممثلة                 | نعومي واتس                        | نعم |
| Online Film Critics ‏                          | أفضل مخرج                  | أليخاندرو غونزالس إناريتو         | لا  |
| Online Film Critics ‏                          | Best Screenplay - Original | Guillermo Arriaga                 | لا  |
| Phoenix Film Critics ‏                         | أفضل ممثلة                 | نعومي واتس                        | نعم |
| Phoenix Film Critics ‏                         | Best Cast                  |                                   | نعم |
| Phoenix Film Critics ‏                         | أفضل ممثل                  | شون بن                            | نعم |
| Phoenix Film Critics ‏                         | فضل ممثل مساند             | بينيشيو ديل تورو                  | نعم |
| Phoenix Film Critics ‏                         | Best Editing               | Stephen Mirrione                  | نعم |
| Phoenix Film Critics ‏                         | Best Screenplay - Original | Guillermo Arriaga                 | نعم |
| Satellite Awards                              | فضل ممثل - دراما           | شون بن (وأيضا لفيلم النهر الغامض) | نعم |
| Satellite Awards                              | أفضل ممثلة - دراما         | نعومي واتس                        | لا  |
| Satellite Awards                              | فضل ممثل مساند - دراما     | بينيشيو ديل تورو                  | لا  |
| Satellite Awards                              | Best Screenplay - Original | Guillermo Arriaga                 | لا  |
| جوائز نقابة ممثلي الشاشة                      | فضل ممثل                   | بينيشيو ديل تورو                  | لا  |
| جوائز نقابة ممثلي الشاشة                      | أفضل ممثلة                 | نعومي واتس                        | لا  |
| Southeastern Film Critics                     | أفضل ممثلة                 | نعومي واتس                        | نعم |
| مهرجان فينيسيا السينمائي                      | Coppa Volpi (أفضل ممثل)    | شون بن                            | نعم |
| Washington DC Area Film Critics ‏              | أفضل ممثلة                 | نعومي واتس                        | نعم |
| Washington DC Area Film Critics ‏              | فضل ممثل مساند             | بينيشيو ديل تورو                  | نعم |
| Washington DC Area Film Critics ‏              | Best Screenplay - Original | Guillermo Arriaga                 | لا  |
| World Soundtrack Awards ‏                      | Discovery of the Year      | غوستافو سانتوللا                  | نعم |

## وصلات خارجية
- 21 غرام على موقع IMDb (الإنجليزية)
- 21 غرام على موقع ميتاكريتيك (الإنجليزية)
- 21 غرام على موقع الموسوعة البريطانية (الإنجليزية)
- 21 غرام على موقع روتن توميتوز (الإنجليزية)
- 21 غرام على موقع نتفليكس (الإنجليزية)
- 21 غرام على موقع قاعدة بيانات الأفلام العربية
- 21 غرام على موقع ألو سيني (الفرنسية)
- 21 غرام على موقع Turner Classic Movies (الإنجليزية)
- 21 غرام على موقع أول موفي (الإنجليزية)
- 21 غرام على موقع بوكس أوفيس موجو (الإنجليزية)
- Article on the cinematography of 21 Grams from American Cinematographer
- The science behind 21 Grams